# Czasopisma naukowe na otwartych licencjach
Lista światowych czasopism naukowych na otwartych licencjach przedstawia w postaci tabelarycznej wykaz najczęściej cytowanych, recenzowanych czasopism naukowych, których publikacje są objęte licencją otwartą (libre) – są nie tylko dostępne nieodpłatnie, ale wolno je swobodnie wykorzystywać (także komercyjnie).

## Lista
W nieznanej liczbie przypadków czasopismo mogło przyjąć otwartą licencję w trakcie istnienia, i objęte mogą być nią tylko artykuły opublikowane po tej zmianie. Kategoryzacja nauk według klasyfikacji dziedzin i dyscyplin naukowych w Polsce z 2018. Użyte miary cytowań, CiteScore i SCImago Journal Rank, są aktualizowane i publikowane co roku w maju/czerwcu.
Źródła: Directory of Open Access Journals, Scopus (stan na czerwiec 2019).
| Tytuł i wydawca naukowy                                                          | CiteScore (2018) | SJR (2018) | Główne obszary i dziedziny nauk | Licencja   |
| -------------------------------------------------------------------------------- | ---------------- | ---------- | --- | ---------- |
| „Journal of Statistical Software” Foundation for Open Access Statistics          | 25,02            | 17,57      | nauki ścisłe i przyrodnicze matematyka, informatyka | CC BY, GPL |
| „Living Reviews in Relativity” SpringerOpen                                      | 19,77            | 7,30       | nauki ścisłe i przyrodnicze fizyka | CC BY 4.0  |
| „Living Reviews in Solar Physics” SpringerOpen                                   | 15,57            | 6,57       | nauki ścisłe i przyrodnicze fizyka, astrofizyka | CC BY 4.0  |
| „Advanced Science” Wiley                                                         | 13,60            | 5,01       | nauki ścisłe i przyrodnicze, inżynieryjno-techniczne, o zdrowiu inżynieria materiałowa, fizyka, chemia, medycyna                                                                 | CC BY 4.0  |
| „Physical Review X” American Physical Society                                    | 13,40            | 6,50       | nauki ścisłe i przyrodnicze fizyka | CC BY      |
| „Nature Communications” Nature Publishing Group                                  | 12,19            | 5,99       | nauki ścisłe i przyrodnicze, nauki o zdrowiu biologia, nauki o zdrowiu, fizyka, chemia, nauki o Ziemi                                                                            | CC BY 4.0  |
| „SoftwareX” Elsevier                                                             | 11,56            | 4,54       | nauki ścisłe i przyrodnicze informatyka | CC BY      |
| „Genome Biology” BMC                                                             | 11,18            | 9,87       | nauki ścisłe i przyrodnicze, nauki o zdrowiu biologia, biomedycyna, genomika, bioinformatyka                                                                                     | CC BY 4.0  |
| „Microbiome” BMC                                                                 | 9,86             | 4,47       | nauki ścisłe i przyrodnicze, nauki o zdrowiu mikrobiologia, biologia, bioinformatyka                                                                                             | CC BY 4.0  |
| „Earth System Science Data” Copernicus Publications                              | 9,74             | 5,23       | nauki ścisłe i przyrodnicze nauki o Ziemi | CC BY 4.0  |
| „Molecular Cancer” BMC                                                           | 9,17             | 3,27       | nauki ścisłe i przyrodnicze, nauki o zdrowiu biomedycyna, biologia | CC BY 4.0  |
| „PLoS Medicine” Public Library of Science                                        | 9,12             | 6,63       | nauki o zdrowiu, nauki ścisłe i przyrodnicze medycyna, biologia | CC BY 4.0  |
| „Nano-Micro Letters” SpringerOpen                                                | 9,07             | 2,06       | nauki inżynieryjno-techniczne, nauki ścisłe i przyrodnicze nanoinżynieria, fizyka, chemia, biologia, inżynieria materiałowa, medycyna                                            | CC BY 4.0  |
| „npj Computational Materials” Nature Publishing Group                            | 8,86             | 3,46       | nauki ścisłe i przyrodnicze informatyka | CC BY 4.0  |
| „EMBO Molecular Medicine” Wiley                                                  | 8,79             | 5,03       | nauki o zdrowiu, nauki ścisłe i przyrodnicze nauki o zdrowiu, medycyna, biologia                                                                                                 | CC BY 4.0  |
| „Journal of Big Data” SpringerOpen                                               | 8,79             | 1,12       | nauki ścisłe i przyrodnicze, nauki inżynieryjno-techniczne informatyka, informatyka techniczna, matematyka                                                                       | CC BY 4.0  |
| „npj Quantum Information” Nature Publishing Group                                | 8,53             | 3,93       | nauki ścisłe i przyrodnicze, nauki inżynieryjno-techniczne informatyka, fizyka, inżynieria materiałowa, inżynieria chemiczna, matematyka                                         | CC BY 4.0  |
| „Redox Biology” Elsevier                                                         | 8,37             | 2,17       | nauki ścisłe i przyrodnicze, nauki o zdrowiu biologia, chemia, medycyna | CC BY      |
| „Genome Medicine” BMC                                                            | 8,02             | 5,08       | nauki o zdrowiu medycyna, genomika | CC BY 4.0  |
| „Molecular Systems Biology” Wiley                                                | 7,86             | 7,04       | nauki ścisłe i przyrodnicze, nauki o zdrowiu biologia, medycyna | CC BY 4.0  |
| „eLife” eLife Sciences Publications Ltd                                          | 6,99             | 6,62       | nauki ścisłe i przyrodnicze, nauki o zdrowiu biochemia, biologia, biomedycyna, genetyka, ekologia, epidemiologia, biologia ewolucyjne, genomika, medycyna, neuronauka, biofizyka | CC BY 4.0  |
| „PLoS Biology” Public Library of Science                                         | 7,11             | 4,78       | nauki ścisłe i przyrodnicze, nauki o zdrowiu biologia, chemia, medycyna, matematyka                                                                                              | CC BY 4.0  |
| „GigaScience” Oxford University Press                                            | 6,23             | 4,73       | nauki ścisłe i przyrodnicze biologia, neuronauka, ekologia, big data | CC BY 4.0  |
| „BMC Medicine” BMC                                                               | 7,41             | 4,10       | nauki o zdrowiu medycyna, zdrowie publiczne | CC BY 4.0  |
| „Journal of the Meteorological Society of Japan” Meteorological Society of Japan | 5,31             | 4,09       | nauki ścisłe i przyrodnicze nauki o Ziemi i środowisku, meteorologia, fizyka, chemia                                                                                             | CC BY 4.0  |
| „PLoS Genetics” Public Library of Science                                        | 5                | 4,00       | nauki ścisłe i przyrodnicze, nauki o zdrowiu biologia, medycyna, genomika, genetyka                                                                                              | CC BY 4.0  |
| „Molecular Neurodegeneration” BMC                                                | 7,43             | 3,99       | nauki ścisłe i przyrodnicze, nauki o zdrowiu biologia, medycyna | CC BY 4.0  |